# Aderus fuscofemoratus
Aderus fuscofemoratus is een keversoort uit de familie schijnsnoerhalskevers (Aderidae). De wetenschappelijke naam van de soort werd in 1948 gepubliceerd door Maurice Pic.